# بتلفیلد: جوخه بی‌انضباط ۲
بتلفیلد: جوخه بی‌انضباط ۲ (به انگلیسی: Battlefield: Bad Company 2) یک بازی ویدئویی به سبک تیراندازی اول شخص از مجموعه بازی‌های بتلفیلد است که توسط شرکت EA دیجیتال ایلوژنز سی‌ای ساخته شده و به‌وسیلهٔ شرکت الکترونیک آرتس برای پلی‌استیشن ۳، اکس‌باکس ۳۶۰، مایکروسافت ویندوز و آی‌اواس منتشر شده‌است. این بازی در مارس ۲۰۱۰ در سطح جهانی انتشار یافت. این نسخه مستقیماً دنبالهٔ بتلفیلد: جوخه بی‌انضباط است.

## بخش داستانی
داستان بازی از سال ۱۹۴۴ زمانی که ژاپن مورد حمله آمریکا قرار گرفته بود شروع می‌شود؛ و در ابتدا بازیکن در تاریکی شب با چند قایق در حال حرکت به اردوگاه دشمن هست، اما در بین راه ناگهان دشمن متوجه حضور آن‌ها می‌شود و بازیکن مورد حمله دشمن قرار می‌گیرد و مجبور به فرار به خشکی می‌شود و از اینجا است که بازیکن کنترل کامل کاراکتر را بر عهده می‌گیرد و یک درگیری با نیروهای دشمن رخ می‌دهد. بازیکن بعد از طی کردن مسیر سوار یک کشتی می‌شود و از منطقه فرار می‌کند. اما بعد از گذشتن چند ثانیه صدای انفجار مهیبی می‌آید و نور همه جا را فرا می‌گیرد و در عرض چند ثانیه همه چیز نابود و شخصیت بازیکن و هم تیمی‌های او کشته می‌شوند. از اینجا بازی از سال ۱۹۴۴ یک پرش به زمان مدرن می‌زند و از اینجا گروه بد کامپانی (Bad Company) در اختیار بازیکن قرار می‌گیرد. از اینجا بازیکن نقش پریستون مارلو (Preston Marlowe) را برعهده می‌گیرد که باید طی مراحل مختلف با نیروهای روسیه و همچنین شورشیانی در آمریکای جنوبی مبارزه کند. بازی در محیط‌های گوناگونی چون کویر، مناطق سرد، استوایی و … صورت می‌گیرد و دارای صحنه‌های سینمایی زیادی است که به وسیله آنها بخش اعظم داستان بازی پیش می‌رود.

## بخش چندنفره
بخش چند نفره شامل چهار کلاس سربازها می‌باشد. این کلاس‌ها عبارتند از: مهاجم، مهندس، بهیار و Recon که هر کدام اسلحه‌ها و ابزار مخصوص به خود را دارا هستند. در بخش چندنفره بازیکن توانایی استفاده از انواع مختلفی از وسایل نقلیه و جنگی مانند تانک، هلیکوپتر، پهپاد، قایق و ...
بخش چند نفره دارای پنج سبک بازی است که شامل Rush, Conquest, Squad Conquest, Squad Rush و Onslaught می‌شود.

## فروش
این بازی از مارس ۲۰۱۰، تا ماه مه همان سال ۲.۳ میلیون نسخه در اروپا و شمال آمریکا فروخت و فروش آن بیش از ۵ میلیون نسخه بوده است که تا ماه نوامبر به ۶ میلیون افزایش یافته است. در تاریخ ۳۰ ژوئن ۲۰۱۱ بیش از ۹ میلیون نسخه از بازی در سراسر جهان فروخته شده بود. در مارس ۲۰۱۲، این تعداد به بیش از ۱۲ میلیون نسخه افزایش یافته بود.